# Иоганн Георг I (курфюрст Саксонии)
Иоганн Георг I (нем. Johann Georg I.; 5 марта 1585 — 8 октября 1656) — курфюрст Саксонии с 1611 года, из альбертинской линии Веттинов.

## Биография
Иоганн Георг I унаследовал титул в 1611 году от своего брата Кристиана II, на которого имел большое влияние в смысле сближения с императором. Этой политике Иоганн Георг I остался верен и став курфюрстом. От Пфальца и унии Иоганна Георга I отдаляли антагонизм лютеранина с кальвинистами и политическая вражда с Эрнестинской линией. При выборе нового короля, Иоганн Георг I подал голос за Фердинанда, злейшего врага протестантов. Самому ему предлагали чешскую корону, но он посчитал неудобным отделять эту корону от императорской.

## Тридцатилетняя война
В начале Тридцатилетней войны Иоганн Георг I охотно согласился поддерживать императора, послал войско в Верхнюю Лузацию и взял Бауцен. Жители Лузации и Силезии подчинились Фердинанду, получив признание своей религиозной и гражданской свободы и обещание её охраны со стороны курфюрста. Когда Фердинанд не исполнил своего обязательства, Иоганн Георг счёл это за личное оскорбление, но долго ещё не решался открыто высказаться против императора. Только в 1631 году он объявил, что не может долее терпеть притеснения протестантов, и собрал евангелический конвент в Лейпциге, не давший результатов.
Предложений Густава Адольфа Иоганн Георг долго не принимал, несмотря на усилия своей жены Магдалены Сибиллы, ревностной протестантки. Причиной падения Магдебурга была медлительность Иоганна Георга в разрешении шведскому королю перейти через Эльбу у Виттенберга. Только тогда, когда Тилли напал на ещё не тронутую войной Саксонию, Иоганн Георг I решился заключить союз с шведами.
В битве при Брейтенфельде (Лейпциге) Иоганн Георг показал себя далеко не храбрым. Густав-Адольф поручил ему осаду Лейпцига и занятие Богемии. Образ действий Иоганна Георга в Праге показал его склонность к сближению с императором, но заключить с ним мир Иоганн Георг решился лишь после смерти Густава-Адольфа и поражения протестантов при Нёрдлингене. Условия пражского договора 1635 года были невыгодны для протестантов и заставили их смотреть на Иоганна Георга I как на предателя.

## Послевоенное время
При переговорах о мире в Оснабрюке Иоганн Георг I противился восстановлению протестантизма в Богемии и распространению религиозного мира на реформатов.
На сейме 1653 года он отвергал учреждение «Corpus Evangelicorum» и принял его лишь для того, чтобы не дать перевеса Бранденбургу. Изменивший своим единоверцам, Иоганн Георг не встретил, однако, благодарности со стороны Австрии.
Вопреки существовавшему в Саксонии праву первородства Иоганн Георг I оставил часть своих владений трём младшим сыновьям (Августу, Кристиану и Морицу), и основал, таким образом, боковые линии Саксен-Вейсенфельс, Саксен-Мерзебург и Саксен-Цайц, угасшие в XVIII веке.

## Семья
Иоганн Георг I был дважды женат.

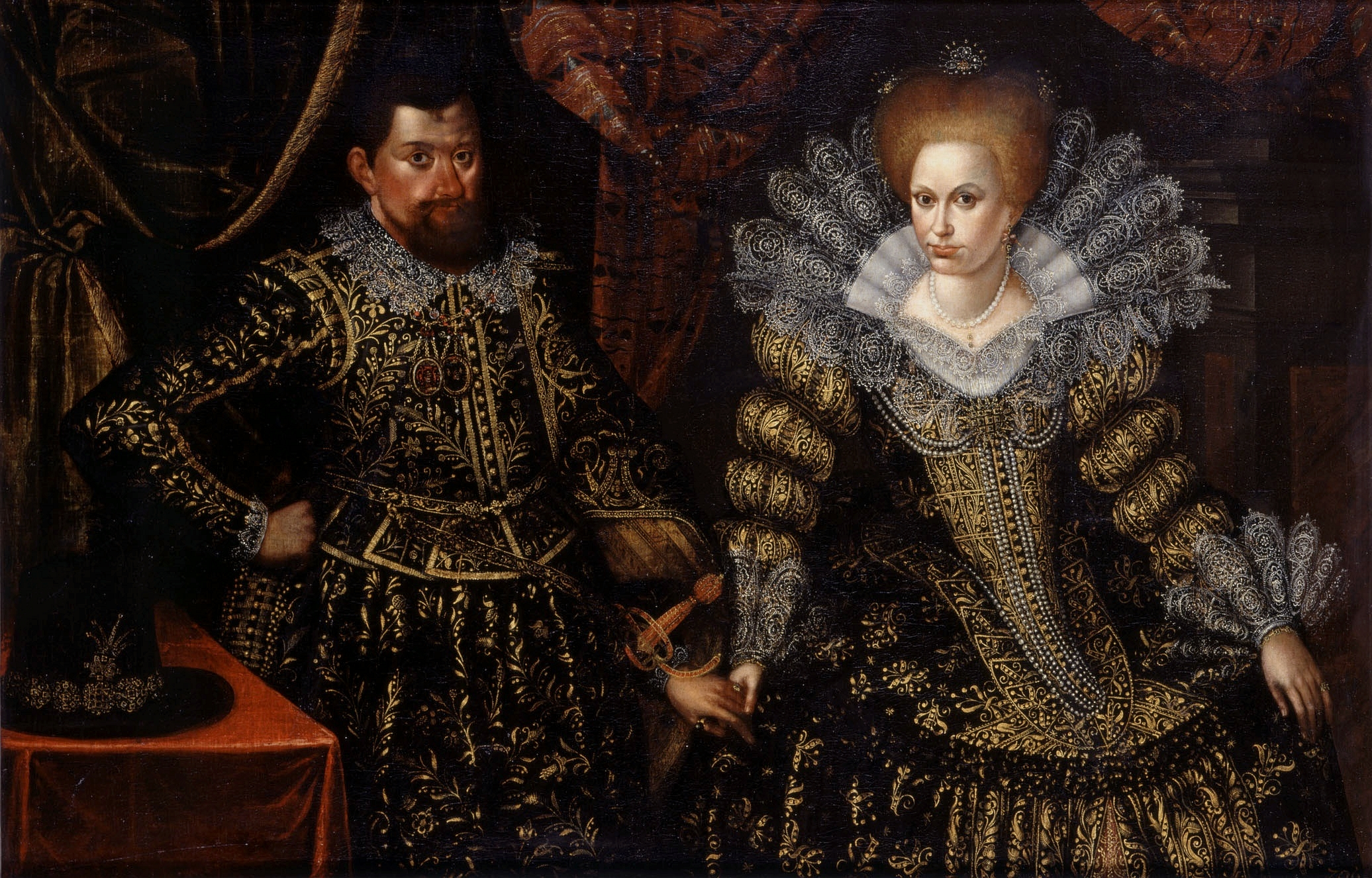
Иоганн Георг I c супругой Магдаленой Сибиллой Прусской

- 16 сентября 1604 года в Дрездене он женился на Сибилле Елизавете Вюртембергской (10 апреля 1584 — 20 января 1606), которая умерла при родах их мертворождённого сына.

- 19 июля 1607 года в Торгау он женился на Магдалене Сибилле, дочери герцога Прусского Альбрехта Фридриха. В этом браке родились:

- мертворожденный сын (18 июля 1608)
- София Элеонора (1609—1671), замужем за ландграфом Гессен-Дармштадта Георгом II (1605—1661)
- Мария Елизавета (1610—1684), замужем за герцогом Фридрихом III Шлезвиг-Гольштейн-Готторпским (1597—1659)
- Кристиан Альбрехт (1612)
- Иоганн Георг II (1613—1680), курфюрст Саксонии, женат на принцессе Магдалене Сибилле Бранденбург-Байрейтской (1612—1687)
- Август (1614—1680), герцог Саксен-Вейсенфельсский, женат на принцессе Анне Марии Мекленбург-Шверинской (1627—1669), затем на графине Иоганне Вальпурге Лейнинген-Вестербургской (1647—1687)
- Кристиан I (1615—1691), герцог Саксен-Мерзебурга, женат на принцессе Кристиане Шлезвиг-Гольштейн-Зондербург-Глюксбургской (1634—1701)
- Магдалена Сибилла (1617—1668), замужем за кронпринцем Дании Кристианом (1603—1647), затем за герцогом Саксен-Альтенбурга Фридрихом Вильгельмом II (1603—1669)
- Мориц (1619—1681), герцог Саксен-Цейцский, женат на принцессе Софии Гедвиге Шлезвиг-Гольштейн-Зондербург-Глюксбургской (1630—1652), затем на Доротее Марии Саксен-Веймарской (1641—1675), затем на принцессе Софии Елизавете Шлезвиг-Гольштейн-Зондербург-Визенбургской (1653—1684)
- Генрих (27 июня — 15 августа 1622)